# 天主教塔坎巴羅教區
天主教塔坎巴羅教區（拉丁語：Dioecesis Tacambarensis）是墨西哥一個羅馬天主教教區，屬莫雷利亞總教區。
教區成立於1913年7月26日，位於米卻肯州東南部。2010年有教友346,000人（佔轄區總人口95.6%）、四十一個堂區、九十六名司鐸。現任教區主教為若瑟·類思·卡斯特羅·麥德林。